# Autriche aux Jeux olympiques d'été de 1972
L'équipe olympique d'Autriche participe aux Jeux olympiques d'été de 1972 à Munich. Elle y remporte trois médailles : une en argent et deux en bronze, se situant à la trente-et-unième place des nations au tableau des médailles. L'athlète Hubert Raudaschl est le porte-drapeau d'une délégation autrichienne comptant 111 sportifs (97 hommes et 14 femmes).